# 伯頓 (密歇根州)
伯頓（英語：Burton）是一個位於美國密歇根州傑納西縣的城市。

## 人口
根據2020年美國人口普查的數據，伯頓的面積為60.67平方千米，當中陸地面積為60.49平方千米，而水域面積為0.17平方千米。當地共有人口29715人，而人口密度為每平方千米490人。